# Friaucourt
Friaucourt – miejscowość i gmina we Francji, w regionie Hauts-de-France, w departamencie Somma.
Według danych na rok 2011 gminę zamieszkiwało 739 osób, a gęstość zaludnienia wynosiła 178 osób/km² (wśród 2293 gmin Pikardii Friaucourt plasuje się na 404. miejscu pod względem liczby ludności, natomiast pod względem powierzchni na miejscu 953.).